# John Mulcahy
Pour les articles homonymes, voir Mulcahy.
John Mulcahy, né le 20 juillet 1876 à New York et mort le 19 novembre 1942 également à New York, est un rameur en aviron américain. Il a remporté la médaille d'or en deux de couple aux Jeux de Saint-Louis en 1904 avec son compatriote William Varley. La même année il gagne aussi la médaille d'argent en deux sans barreur avec le même coéquipier.

## Palmarès
- Champion olympique en deux de couple aux Jeux olympiques d'été de 1904 à Saint-Louis ( États-Unis)
- Médaille d'argent en deux sans barreur aux Jeux olympiques d'été de 1904 à Saint-Louis ( États-Unis)